# استرایکر کورپوریشن
استرایکر کورپوریشن (انگلیسی: Stryker Corporation) شرکت تجهیزات پزشکی آمریکایی است، که در سال ۱۹۴۱ توسط هومر استرایکر تأسیس شد.